# فيكتور مانيون
فيكتور مانيون (بالإسبانية: Víctor Mañón)‏ هو لاعب كرة قدم مكسيكي في مركز الهجوم، ولد في 6 فبراير 1992 في سيلايا في المكسيك. شارك مع منتخب المكسيك تحت 17 سنة لكرة القدم. أما مع النوادي، فقد لعب مع تيبورونيس روخوس دي فيراكروز ونادي باتشوكا.

## وصلات خارجية
- فيكتور مانيون على موقع الاتحاد الدولي (مؤرشف)  (الإنجليزية)
- فيكتور مانيون على موقع قاعدة بيانات كرة القدم.إي يو (الإنجليزية)
- فيكتور مانيون على موقع Soccerway.com (الإنجليزية)